# Jüdischer Friedhof (Cham)
Der Jüdische Friedhof Cham in der oberpfälzischen Stadt Cham liegt an der Straße nach Windischbergerdorf. Auf dem Friedhof, der seit 1890 belegt wird, befinden sich etwa 90 Grabsteine. 

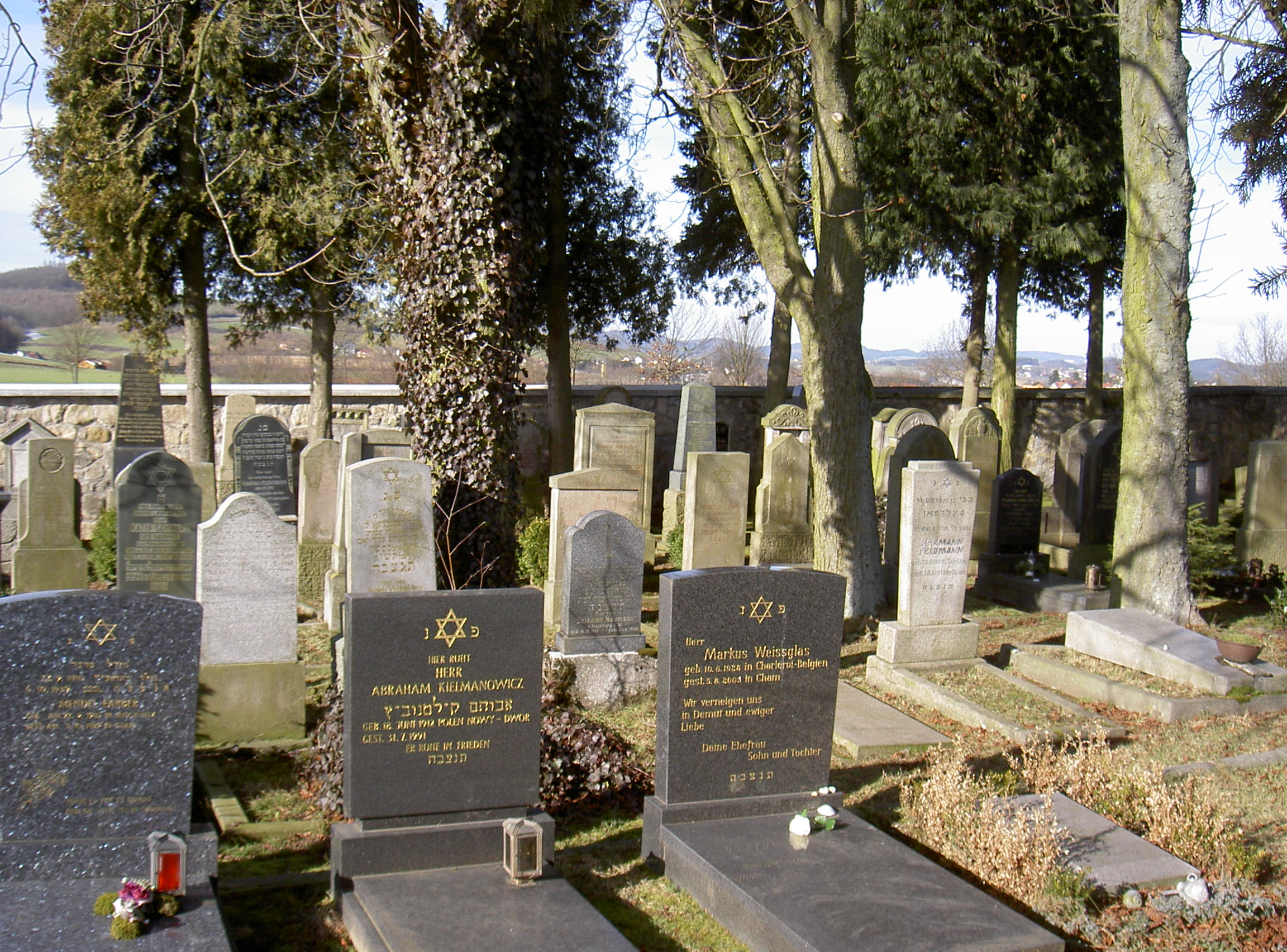
Jüdischer Friedhof an der Straße von Cham nach Windischbergerdorf (2014)

In der Einfriedungsmauer sind drei Granitplatten angebracht für drei Gemeindemitglieder, die im Ersten Weltkrieg gefallen sind. Außerdem erinnern Grabstätten mit Gedenksteinen an vier Opfer des Faschismus.
In den Jahren 1949 und 1977 wurde der Friedhof in Cham geschändet.